# Učakovci
Učakovci su naselje u slovenskoj Općini Črnomlju. Učakovci se nalaze u pokrajini Dolenjskoj i statističkoj regiji Jugoistočnoj Sloveniji.

## Stanovništvo
Prema popisu stanovništva iz 2002. godine naselje je imalo 120 stanovnika.